# Andrea Aghini
Andrea Aghini (ur. 29 grudnia 1963 w Livorno) – włoski kierowca rajdowy. Swój debiut w rajdach Andrea zaliczył w 1984 roku. W 1986 roku zadebiutował w Rajdowych Mistrzostwach Świata w Rajdzie San Remo za kierownicą Renault 5 GT Turbo. Nie ukończył tego rajdu, a wyniki po kilkunastu dniach i tak zostały anulowane. W 1992 roku jadąc Lancią Delta HF Integrale odniósł swoje pierwsze zwycięstwo w Mistrzostwach Świata, właśnie w Rajdzie San Remo. W 1998 i 1999 roku odniósł swoje największe sukcesy zostając Rajdowym Mistrzem Włoch. W 1998 został też Rajdowym Wicemistrzem Europy. W 2003 roku podczas Rally di Salento miał ciężki wypadek. Rozbił swojego Peugeota 206 XS 1600. Aghini nie odniósł poważniejszych obrażen, ale jego pilot Loris Roggia zmarł. Do końca 2004 roku Aghini startował sporadycznie. Do rajdów wrócił w 2005 roku startując Subaru Imprezą WRX STi w Mistrzostwach Włoch, w których zajął 4. miejsce.

## Starty w RMŚ
| Rok  | Rajd                           | Kraj            | Pilot            | Samochód                    | Pozycja      |
| ---- | ------------------------------ | --------------- | ---------------- | --------------------------- | ------------ |
| 1986 | Rajd San Remo wyniki anulowane | Włochy          | Sauro Farnocchia | Renault 5 GT Turbo          | nie ukończył |
| 1987 | Rajd San Remo                  | Włochy          | Sauro Farnocchia | Peugeot 205 GTI             | nie ukończył |
| 1988 | Rajd San Remo                  | Włochy          | Sauro Farnocchia | Peugeot 309 GTI             | 12.          |
| 1989 | Rajd San Remo                  | Włochy          | Sauro Farnocchia | Peugeot 405 MI 16           | nie ukończył |
| 1991 | Rajd San Remo                  | Włochy          | Sauro Farnocchia | Lancia Delta Integrale 16V  | 5.           |
| 1991 | Rajd Katalonii                 | Hiszpania       | Sauro Farnocchia | Lancia Delta Integrale 16V  | 5.           |
| 1992 | Rajd Portugalii                | Portugalia      | Sauro Farnocchia | Lancia Delta HF Integrale   | 5.           |
| 1992 | Rajd Korsyki                   | Francja         | Sauro Farnocchia | Lancia Delta HF Integrale   | 6.           |
| 1992 | Rajd San Remo                  | Włochy          | Sauro Farnocchia | Lancia Delta HF Integrale   | 1.           |
| 1992 | Rajd Katalonii                 | Hiszpania       | Sauro Farnocchia | Lancia Delta HF Integrale   | 3.           |
| 1992 | Rajd Wielkiej Brytanii         | Wielka Brytania | Sauro Farnocchia | Lancia Delta HF Integrale   | 10.          |
| 1993 | Rajd Monte Carlo               | Monako          | Sauro Farnocchia | Lancia Delta HF Integrale   | nie ukończył |
| 1993 | Rajd Portugalii                | Portugalia      | Sauro Farnocchia | Lancia Delta HF Integrale   | 3.           |
| 1993 | Rajd Korsyki                   | Francja         | Sauro Farnocchia | Lancia Delta HF Integrale   | nie ukończył |
| 1993 | Rajd Akropolu                  | Grecja          | Sauro Farnocchia | Lancia Delta HF Integrale   | 4.           |
| 1993 | Rajd San Remo                  | Włochy          | Sauro Farnocchia | Lancia Delta HF Integrale   | nie ukończył |
| 1994 | Rajd Portugalii                | Portugalia      | Sauro Farnocchia | Toyota Celica Turbo 4WD     | nie ukończył |
| 1994 | Rajd Korsyki                   | Francja         | Sauro Farnocchia | Toyota Celica Turbo 4WD     | 3.           |
| 1994 | Rajd San Remo                  | Włochy          | Sauro Farnocchia | Toyota Celica Turbo 4WD     | nie ukończył |
| 1995 | Rajd Monte Carlo               | Monako          | Sauro Farnocchia | Mitsubishi Lancer Evo II    | 6.           |
| 1995 | Rajd Korsyki                   | Francja         | Sauro Farnocchia | Mitsubishi Lancer Evo III   | 3.           |
| 1995 | Rajd San Remo                  | Włochy          | Sauro Farnocchia | Peugeot 306 Maxi            | nie ukończył |
| 1995 | Rajd Katalonii                 | Hiszpania       | Sauro Farnocchia | Mitsubishi Lancer Evo II    | 5.           |
| 1997 | Rajd San Remo                  | Włochy          | Loris Roggia     | Toyota Celica GT-Four       | 7.           |
| 1998 | Rajd San Remo                  | Włochy          | Loris Roggia     | Toyota Corolla WRC          | 9.           |
| 1999 | Rajd San Remo                  | Włochy          | Loris Roggia     | Toyota Corolla WRC          | 5.           |
| 2000 | Rajd Argentyny                 | Argentyna       | Loris Roggia     | Mitsubishi Carisma GT Evo 6 | nie ukończył |
| 2000 | Rajd San Remo                  | Włochy          | Dario D'Esposito | Mitsubishi Carisma GT Evo 6 | 15.          |

- Liczba startów w MŚ: 28
- Liczba zwycięstw w MŚ: 1
- Liczba miejsc na podium w MŚ: 5
- Najwyższe miejsce w klasyfikacji MŚ: 6. (1988)